# Leuris
Leuris — подрод жуков-тускляков из семейства жужелиц и подсемейства харпалин (Harpalinae).

## Виды
К этому подроду относятся 3 вида:
- Amara espagnoli (Vives, 1971)
- Amara puncticollis Dejean, 1828
- Amara pyrenaea Dejean, 1828